# حجارة (فلم)
حجارة (بالإنجليزية: Stone) هو فلم جريمة إثارة أمريكي، تم إنتاج في 2010 وهو من إخراج جون كوران وتأليف أنغوس مكلاكلان وبطولة روبرت دي نيرو وإدوارد نورتون وميلا جوفوفيتش وفرانسيس كونوري، والفلم يتكلم عن سجين يتكلم مع مأمور السجن ومأمور السجن تربطه علاقة مع زوجة السجين ويتأثر المأمور بأفكار السجين وزوجته بشكل سلبي.

## روابط خارجية
- حجارة على موقع IMDb (الإنجليزية)
- حجارة على موقع ميتاكريتيك (الإنجليزية)
- حجارة على موقع الموسوعة البريطانية (الإنجليزية)
- حجارة على موقع روتن توميتوز (الإنجليزية)
- حجارة على موقع نتفليكس (الإنجليزية)
- حجارة على موقع قاعدة بيانات الأفلام العربية
- حجارة على موقع ألو سيني (الفرنسية)
- حجارة على موقع Turner Classic Movies (الإنجليزية)
- حجارة على موقع أول موفي (الإنجليزية)
- حجارة على موقع بوكس أوفيس موجو (الإنجليزية)